# Ivna Talaja
Ivna Talaja (Makarska, 21. studenoga 1967.) hrvatska pjesnikinja, radijska voditeljica i urednica.

## Životopis
Osnovnu i srednju školu pohađala je u rodnom gradu, a potom studirala pedagogiju i psihologiju na Filozofskom fakultetu u Sarajevu. Zaposlena je na RMR-u (Radio Makarska rivijera) kao voditeljica i urednica. Iza nje su brojne emisije u kojima je obradila razne teme posvećene duhovnosti, djeci, zdravlju, kulturi.
Poeziju i prozu objavljivala je u katoličkim listovima Mali koncil, Marija, Glasnik Srca Isusova i Marijina, MI list mladih…
Stihovi su joj prevedeni na talijanski jezik. U okviru obilježavanja 2000 godina kršćanstva, Multikulturalni centar iz Milana uvrstio joj je pjesme u internacionalni projekt pod nazivom QUEL LIBRO NEL CAMMINO DELLA MIA VITA.

## Djela
- Nebeska radost, 1996., izdavač Hrvatski katolički zbor Mi Zagreb (pogovor Josip Sanko Rabar, crteži Maja Krstić Lukač)
- Otisak Neba, 2004., izdavač Matica hrvatska Makarska (pogovor Božidar Petrač)
- Genezaretske vedrine, 2018., izdavač Matica hrvatska Makarska (pogovor Dunja Kalilić, Vladimir Lončarević)

## Antologije, zbornici i knjige u kojima su joj objavljene pjesme
- Kad duša progovori, (prir. Suzana Vrhovski i Mirko Mataušić) 1996.
- Na našim izvorima: književne studije i ogledi (prir. S. Marija od Presvetog Srca Anka Petričević), 1997.
- Majci, Kraljici mira: antologija hrvatske marijanske lirike (prir. Božidar Petrač), 1998.
- U sjeni transcendencije: antologija hrvatskoga duhovnoga pjesništva od Matoša do danas (prir. Božidar Petrač i Neven Jurica), 1999.
- Hrvatska božićna lirika: antologija od Kranjčevića do danas (prir. Božidar Petrač), 2000.
- Hrvatska uskrsna lirika: antologija od Kranjčevića do danas (prir. Božidar Petrač), 2001.
- Imotska nova lirika: pjesništvo XX. stoljeća (prir. Ivica Šušić i Mladen Vuković), 2001.
- Krist u hrvatskom pjesništvu: antologija duhovne poezije od Jurja Šižgorića do naših dana (prir. Vladimir Lončarević), 2007.
- Hvaljen budi, Gospodine moj: sveti Franjo u hrvatskom pjesništvu (prir. Vladimir Lončarević, Božidar Petrač, Nevenka Videk), 2009.
- Kruh i vino: zbornik suvremene hrvatske duhovne poezije, (prir. Josip Sanko Rabar), 2009.
- Božićna nadahnuća: izbor božićnih tekstova s metodičkom obradom, (prir. Iva Popovački i Jasna Šego) 2009.
- Križni put: u stihovima hrvatskih pjesnika XX. stoljeća (prir. Vladimir Lončarević, ilustrirao Josip Botteri Dini), 2010.
- Hrvatski brevijar (prir. Feđa Aaron Bučić i Dunja Lakuš), 2016.

Svojom erudicijom i oduhovljenim spoznajnim dometima autorica nas, u simplificiranoj simbolici, nenametljivo upućuje na asocijativnu putanju prema spoznaji, a začudnost koju doživljavamo u mnogim završnim stihovima, osobito misaono obogaćenima, novi je meditativni izazov i poticaj da se vraćamo na prethodne stihove, simbole i slike u njima te, unoseći ih u svoju svijest, susrećemo se sa svojim bićem i pjesmom ostvarujemo vrhunac osobnoga doživljaja.
Dunja Kalilić
Kako je moguće tako jednostavno, jezgrovito, a istodobno tako snažno pisati, tako duboko osjećati, tako, metaforički rečeno, slobodno zahvaćati Boga!? Moguće je jer, lepršavo slobodna i radosna, Ivna Talaja gleda u otajstvo Svjetla i, poput Beatrice, prima nas za ruku i vodi kroz Genezaretske vedrine - da ne izgubimo krila…                                                                                                                                                                              Pojava Ivne Talaje u hrvatskome pjesništvu posve je samosvojna i unikatna.
dr. Vladimir Lončarević

Talaja posebno njeguje pjesničku molitvenost, više težeći reduciranom izričaju nego jezičnoj abundanciji. Njezine pjesničke slike i njezini motivi otvoreni su predokusu transcendencije, katkada čistim mističnim stanjima duše i jednostavnim doživljajima nadnaravnoga.
…Bila potaknuta kakvim prirodnim fenomenom, bila nagnuta pod teretom križa,  bila taknuta čistoćom i bjelinom Marijinom, razgovarala s anđelima, bila prodahnuta tajnom Svetoga Trojstva ili razmišljala pred dverima Vječnosti,  Ivna Talaja svjedoči svjetlo svoje riječi, svoga tijela i svoje duše: kao da stihovljem izgara golema a nježna, snažna a krhka svijeća.
mr. sc. Božidar Petrač

Poezija Ivne Talaje svojom lapidarnošću, visokim stupnjem metaforike i simbolizacijom iskustva uvlači čitatelja u najdublji doživljaj kršćanske duhovnosti, što samo sugerira da je autorica jasno shvatila često ponavljanu Isusovu poruku: oni koji imaju oči, neka vide, oni koji imaju uši, neka čuju. I očito je da je autorica to razumjela kao poziv za dublje razumijevanje Duha Božjega i njegova djelovanja u svijetu, pa i nije začudno da su i prva i druga njezina knjiga poezije u znaku uspinjanja prema Svjetlosti, pa njezinu poeziju asocijativno odmah smještamo u kontekst mističkih kršćanskih pjesnika...
Stanko Bašić

Čitajući Talaju, odmah nas zapuhne žestina njezina patosa, strast vjerske ljubavi, svjedočenje pjesmom… Ljubav je osnovni motiv Ivnina pjevanja… Ljubav kroz mnoge preobrazbe i slike. Ljubav vrije, teče kao svjetlosna bujica, no, često je i sasvim diskretna, tek osmijeh ili disanje. Tanahni lahor i meditativno zrenje.
…Ivnina poezija je odgovor na Isusov poziv i karizmatsko naviještanje Radosne vijesti, ali, iznad svega, ona je sama nebeska radost…
Josip Sanko Rabar

U biblijskom duhu, autorica svoju riječ prihvaća i podređuje višnjem nadahnuću. Osjeća se kao svetopisac koji piše ono što mu je diktirano, i piše ga za onoga od koga dolazi takav diktat. U pjesničko-religioznom zanosu ide dotle da ne pripada više sebi već Njemu, kao što ni poezija nije njezina već Njegova. To je zanos koji doživljava pred Presvetim, u trenucima kad ju obujme namjere Neba.
…U ovoj poeziji sve ide k ushitu, prema sjedinjenju s Nebom, što kida okove vremena i prostora, prostor gubi svoje značenje, a vrijeme se pretapa u vječnost. 
dr. don Ivan Bodrožić

Stihovi su joj preliveni bistrinom, iskrenošću, prozračnošću, ljepotom, nepatvorenošću i evanđeoskom čistoćom. Kao da motrim kristal - safir, kroz koji se prelamaju boje sunca…
Kao da su pred nama nježni pasteli ili akvareli naslikani impresionističkim stilom jednog Matissea, Cezannea, Renoira, Degasa.
…Kroz stihove se reflektiraju filozofsko-meditativni-egzistencijalni akcenti.
Ivna kroz poeziju ima cilj da svi ljudi upoznaju Ljubav...
s. Marija od Presvetog Srca, OSC

Poezija Ivne Talaje poezija je duše. Njezin ispis. Može se nekome činiti da je takvu poeziju najlakše pisati, ali to je samo privid. Poezija duše u sebi sadrži duboku zahtjevnost… Za mene je ta poezija čudo. I ja pred tim čudom stojim zahvalan.  
Stjepan Lice